# GNU Radio
GNU Radioとはソフトウェア無線を実装するための信号処理ブロックを提供するために開発されたソフトウェア・ツール・キットである。

## 概要
GNUプロジェクトの一環として開発されているソフトウェア無線専用のソフトウェア・ツール・キットでGNUライセンスの下にオープン・ソフトウェアとして配布されている。Linux（Ubuntu、Fedora、Debian他）、Mac OS X、NetBSD、Windows等で使用できる。
1998年にジョン・ギルモアが開発に着手してEric Blossom、Johnathan Corgan、Matt Ettus達によって開発された。
C++やPythonで記述される。
Universal Software Radio Peripheral(USRP)というオープンソースハードウェアと組み合わせる事で真価を発揮する。

## 文献
- “GNU Radioと USRPを利用した無線通信プログラミング” (PDF). 2017年1月20日閲覧。
- “Gnu Radio/USRPを用いた研究事例と今後の展開” (PDF). 2017年1月20日閲覧。